# والتر كوربو
والتر كوربو (بالإسبانية: Walter Corbo)‏ مواليد 2 مايو 1949 في مونتفيدو، هو لاعب كرة قدم أوروغوياني سابق كان يلعب كحارس مرمى. سبق له أن لعب في كأس العالم لكرة القدم مع منتخب بلاده.

## المسيرة الاحترافية

### أندية لعب لها
- بنيارول
- غريميو بورتو أليغرينزي
- نادي سان لورينزو

## روابط خارجية
- والتر كوربو على موقع الاتحاد الدولي (مؤرشف)  (الإنجليزية)
- والتر كوربو على موقع قاعدة بيانات كرة القدم.إي يو (الإنجليزية)
- والتر كوربو على موقع ناشيونال فوتبول تيمز (الإنجليزية)
- والتر كوربو على موقع Soccerway.com (الإنجليزية)
- والتر كوربو على موقع عالم كرة القدم.نت (الإنجليزية)